# Ministeri economici
La locuzione ministeri economici indica, in Italia e fino al 2001, quei ministeri del Governo italiano che avevano la competenza della gestione dell'economia e delle finanze pubbliche.

## Storia
Nel corso della storia dell'Italia unita, la storia della gestione ed organizzazioni dell'"Erario" è stata un alternarsi di fasi molteplici. La notevolissima importanza delle "casse pubbliche" ha fatto sì che ai diversi periodi politici corrispondessero diverse forme d'organizzazione delle stesse.
Il Ministero delle finanze esisteva già prima dell'Unità d'Italia ed aveva la competenza sia sull'entrata sia sulla spesa pubblica: il governo Cavour, il primo dell'Italia unita, conservò in questo la struttura ministeriale che era stata propria del Regno di Sardegna.
Il 26 dicembre 1877 il secondo governo di Agostino Depretis per primo introdusse una distinzione, scindendo in due l'antico Ministero delle finanze: una parte (che conservò il nome di finanze) relativa alle imposte, l'altra (il nascente Ministero del tesoro) concernente la contabilità, il patrimonio ed il tesoro. Al Ministero del tesoro furono attribuite le seguenti funzioni: formazione dei bilanci e dei resoconti dell'amministrazione dello Stato; sovrintendenza all'esercizio del bilancio, alla contabilità generale dello Stato, al servizio del tesoro e all'amministrazione del debito pubblico; vigilanza sulla riscossione delle entrate e sulla regolare ordinazione delle spese. Tali funzioni furono allocate nell'ambito delle seguenti articolazioni ministeriali: Ragioneria Generale dello Stato, Direzione Generale del tesoro, e Direzione Generale del Demanio.
Dal 31 dicembre 1922, quarantacinque anni dopo, il governo Mussolini decise di trasferire nuovamente tutte le competenze del tesoro al Ministero delle finanze con conseguente soppressione del dicastero. Questa scelta coincise con l'uscita dal governo di tutte le componenti non-fasciste, e si inquadrò pienamente nella riforma fascista dello Stato italiano in ordine a criteri, sia ideali che pratici, differenti da quelli preesistenti. Questo accorpamento fu poi conservato dai due governi di Pietro Badoglio.
Il 22 giugno 1944, con decreto del Luogotenente del Regno, il governo Bonomi II re-istituì il tesoro per scissione dalle finanze, strutturandolo in due direzioni generali, una per le entrate e una per le spese.
Il 2 febbraio 1947, con la nascita del terzo governo De Gasperi, con decreto del Capo provvisorio dello Stato, si ritornò ad un'unica struttura di gestione delle casse statali, che tuttavia assunse la denominazione di Ministero delle finanze e del tesoro, testimoniando ormai l'affermazione di un'idea di differenziazione delle funzioni. Il ministero unificato sopravvisse unicamente per quell'esecutivo, ma non oltre: dal 4 giugno 1947 il tesoro e le finanze furono nuovamente separati, ad opera del governo De Gasperi IV una settimana dopo la sua nascita.

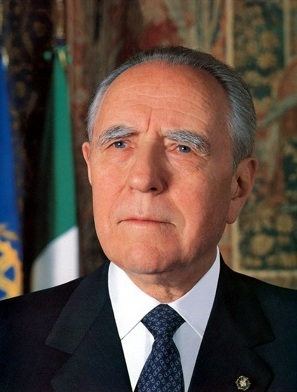
Carlo Azeglio Ciampi, ministro di tesoro e bilancio dal 1996 al 1999 e promotore dell'unificazione dei due ministeri.

Nello stesso 4 giugno 1947 sorse l'autonomo Ministero del bilancio, con competenza di fatto intermedia tra il tesoro e le finanze: la redazione del bilancio annuale dello Stato, uno degli esercizi più delicati ed importanti della vita politica e sociale.
La legge finanziaria per il 1957, approvata il 22 dicembre 1956 dal governo Segni I istituisce il più giovane dei quattro ministeri economici: quello delle Partecipazioni statali. Il sistema di economia mista dell'Italia, segnato dalla importantissima e massiccia presenza dello Stato come parte attiva del mercato, si basava infatti su una vastissima rete di società per azioni (e quindi di società di diritto privato) ma controllate dallo Stato e da altri enti pubblici. A questo si sommava l'altrettanto fitta rete di enti ed istituti economici di diritto pubblico, che gestivano beni e servizi d'elevato interesse nazionale.
Il 12 dicembre 1968, con il governo Rumor I, il ministero del bilancio assunse la denominazione di bilancio e programmazione economica, in corrispondenza dell'entrata nella compagine governativa del Partito Socialista Italiano. A tale cambio di denominazione corrispose l'attribuzione della responsabilità per quel ministero, oltre che della redazione del bilancio annuale dello Stato, anche della programmazione di medio periodo (come il Dpef).
La situazione rimase inalterata sino al 1993, quando, per effetto del referendum abrogativo del 1993, fu soppresso il ministero delle partecipazioni statali, le cui competenze furono devolute al ministero del tesoro, nel quadro del generale smantellamento dell'intervento pubblico nel sistema economico.
Nello stesso anno, il governo di Carlo Azeglio Ciampi presentò una proposta di accorpamento tra tesoro e bilancio, che entrò in vigore tre anni dopo: dal 18 maggio 1996 fu lo stesso Ciampi il primo a ricoprire, nel governo Prodi I, l'incarico di Ministro del tesoro, del bilancio e della programmazione economica, giornalisticamente soprannominato "super-Ministro" del tesoro.
La riforma dell'organizzazione del governo, ideata da Franco Bassanini e Romano Prodi nel 1997, ed approvata col D. Lgs. n. 300/1999, sulla riforma dell'organizzazione del Governo, entrò in vigore dall'11 giugno 2001 (governo Berlusconi II). Questa previde la nuova unificazione del tesoro e bilancio con le finanze nel dicastero dell'economia e finanze (MEF), ossia l'attuale organizzazione e denominazione.
Inoltre, si provvide a creare la nuova organizzazione articolata in quattro Agenzie fiscali, di nuova istituzione. Esse sono:
- Agenzia delle Entrate, con compiti in materia di entrate fiscali;
- Agenzia del Territorio, con compiti in materia catastale e di conservazione dei registri immobiliari;
- Agenzia del Demanio, con compiti in materia di gestione e tutela del demanio;
- Agenzia delle Dogane, con compiti in materia doganale.

In deroga all'entrata in vigore della nuova configurazione ministeriale nel 2001, le quattro Agenzie iniziarono ad operare sin dal 1999 in seno al Ministero delle finanze.
All'interno del MEF, le funzioni che furono del Ministero delle finanze, non attribuite alle Agenzie, sono attualmente esercitate dal Dipartimento delle finanze (nel periodo 2001-2008 "Dipartimento delle Politiche Fiscali", DPF), mentre quelle che furono dei tre ministeri del tesoro, del bilancio e delle Partecipazioni (già uniti con Ciampi) sono esercitate dal Dipartimento del tesoro (DT).

## Denominazioni
Essi sono stati:
- il Ministero delle finanze (1861-2001);
- il Ministero del tesoro (1877-1922; 1944-1947; 1947-2001);
- il Ministero del bilancio e della programmazione economica (1947-1996);
- il Ministero delle partecipazioni statali (1956-1993).

A seguito di tre successive riforme (1993, 1996 e 2001) i quattro dicasteri sono stati via via accorpati fra loro, fin tanto che le loro funzioni non sono state accentrate nell'unico Ministero dell'economia e delle finanze.